# Lemma del collasso di Mostowski
Nella logica matematica, il lemma del collasso di Mostowski, noto anche come collasso di Shepherdson-Mostowski, è un teorema della teoria degli insiemi introdotto da Andrzej Mostowski nel 1949 e da John Shepherdson nel 1953.

## Enunciato
Si supponga che R sia una relazione binaria su una classe X tale che:
- R è set-like, ovvero il segmento iniziale R−1[x] = {y: y R x} è un insieme per ogni x;
- R è ben fondata, ovvero ogni sottoinsieme S non vuoto di X contiene un elemento minimale rispetto a R;
- R è estensionale, ovvero R−1[x] ≠ R−1[y] per ogni coppia di elementi distinti (x, y) di X.

Il lemma di collasso di Mostowski afferma che per ogni R esiste un'unica classe transitiva (possibilmente una classe propria) la cui struttura sotto la relazione di appartenenza è isomorfa a (X, R), e tale isomorfismo esiste unico. L’isomorfismo mappa ogni elemento x di X sull'insieme delle immagini degli elementi y di X tali che y R x (Jech 2003:69).

## Generalizzazioni
Ogni relazione set-like ben fondata può essere incorporata in una relazione estensionale, set-like e ben fondata. Ciò implica la seguente variante del lemma del collasso di Mostowski: ogni relazione set-like ben fondata è isomorfa alla relazione di appartenenza su una classe (non unica e non necessariamente transitiva).
Una mappa F tale che F(x) = {F(y): y R x} per ogni x in X può essere definita per qualsiasi relazione ben fondata di tipo set-like R su X mediante ricorsione ben fondata. Ciò fornisce un omomorfismo di R su una classe transitiva (non unica, in generale). L'omomorfismo F è un isomorfismo se e solo se R è estensionale.
L'ipotesi di relazione ben fondata del lemma di Mostowski può essere alleggerita o del tutto rimossa al’interno di teorie degli insiemi non ben fondate. Nella teoria degli insiemi di Boffa, ogni relazione estensiva e set-like è isomorfa all'appartenenza a un insieme definito su una classe transitiva (non unica). Nella teoria degli insiemi con l'assioma di anti-fondazione di Aczel, ogni relazione simile a un insieme è bisimilare all'appartenenza definita su una classe transitiva unica, quindi ogni relazione set-like bisimilare-minimale è isomorfa a una classe transitiva unica.

## Applicazioni
Ogni modello insiemistico di Zermelo-Frenkel è set-like ed è estensionale. Se il modello è ben fondato, allora per il lemma del collasso di Mostowski è isomorfo a un modello transitivo di ZF e tale modello transitivo è unico.
Affermare che la relazione di appartenenza di qualche modello di ZF è ben fondata è più forte che asserire che l'assioma di regolarità è vero nel modello. Infatti, esiste un modello M (assumendo la consistenza di ZF) il cui dominio ha un sottoinsieme A senza alcun elemento minimale rispetto a R, ma questo insieme A non è un "insieme all'interno del modello" (A non appartiene al dominio del modello, sebbene tutti i suoi membri ci appartengano). Più precisamente, per nessun insieme A siffatto esiste x in M tale che A = R−1[x]. Quindi, il modello M soddisfa l'assioma di regolarità (è “internamente” ben fondato), ma ad esso non è applicabile il lemma del collasso.